# Общество русских скульпторов
Общество русских скульпторов (ОРС) — художественное объединение, имевшее своей целью объединение скульпторов для развития советской скульптуры.

## История
Было основано в Москве в 1926 году. Устав общества был утвержден Наркомпросом в январе 1926 года. Члены общества принадлежали к различным творческим направлениям, некоторые из них входили ранее в Общество московских скульпторов. Членами общества являлись Н. И. Альтман, Н. А. Андреев, В. А. Ватагин, А. С. Голубкина, В. Н. Домогацкий, И. С. Ефимов, С. Т. Конёнков, Б. Д. Королёв, С. Д. Лебедева, И. А. Шадр, А. В. Бакушинский, Б. Н. Терновец, М. Н. Райхинштейн и другие. Постоянным секретарь общества являлся Александр Златовратский.
Официальным адресом правления ОРС значился Большой Козихинский переулок, дом 8, квартира 3 (мастерская А. Н. Златовратского).
За время своего существования общество скульпторов успело устроить всего четыре выставки, проходившие на разных площадках Москвы: в 1926 (ГИМ), 1927 (Музей Революции), 1929 (ГМИИ) и 1931 (ГМИИ) года, которые частично финансировались Главнаукой Наркомпроса..
Скульпторами, которые приняли участие во всех выставках, были: В. А. Андреев, С. Ф. Булаковский, В. А. Ватагин, Л. Я. Вайнер (в 1-й выставке участвовал как экспонент), В. Н. Домогацкий, Александр Златовратский, Н. П. Прохоров, И. Ф. Рахманов, М. Д. Рындзюнская, Б. Ю. Сандомирская, И. М. Чайков, И. Г. Фрих-Хар, Д. А. Якерсон (в первых трёх — как экспонент, в последней — как член общества). Помимо них, в выставках участвовали такие известные скульпторы, как А. С. Голубкина (1-я выставка), С. Т. Конёнков (1-я выставка), И. С. Ефимов (1-я, 2-я, 4-я выставки), В. И. Мухина (1-я, 2-я выставки), И. А. Шадр (2-я, 3-я, 4-я выставки), Б. Д. Королёв (1-я, 2-я, 4-я выставки), С. Д. Лебедева (1-я, 3-я, 4-я выставки), С. Д. Эрьзя (1-я выставка).
Общество прекратило своё существование в 1932 году.